# 仙台柳生かやの木
仙台柳生かやの木（せんだいやなぎうかやのき）は、宮城県仙台市太白区柳生地内にある自然木のカヤ。仙台市保存樹木（1978年指定）。仙台名木選83番。

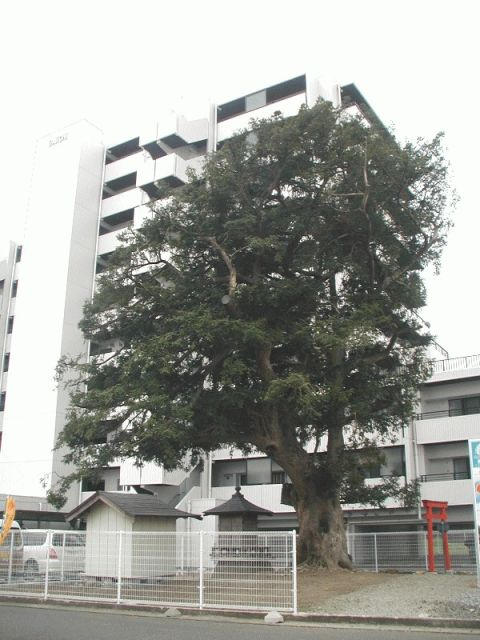

## 概要
樹齢1300有余年の歴史を持ち、仙台市内の最古木とされる。いつの頃か、かやの木の根元から仏像・薬師瑠璃光如来が見つかったとされ、地内の社に祀られていて、「おやくっさん」の別名で呼ばれることもある。源頼朝が平泉を攻めた際、この木に馬を止めたとの伝説もあり、地域の歴史あるシンボルとして、地元住民に広く愛されている。樹齢1300有余ということで、かなり古木化しているが、一向に生命力は衰えず、毎年秋になると、たくさんのかやの実を落として、子供たちや、福縁にあずかろうとする地域の人々のお守りになっている。

## 関連文献
- 「せんだい市史通信」第35号「”せんだい”の原風景を訪ねて」仙台市博物館市史編さん室 2015/03/10
- 「1300歳」カヤ囲み結束深める祭り　朝日新聞 宮城版 12版 2015/05/10 p21
- 「Kappo 仙台闊歩」vol.77　榧（かや）の古木 歴史の証人 Kappo編集部  2015/10/05 p65
- 「仙台の名木一目で」市、8年ぶりガイド本改訂 河北新報 2017/04/15